# Atletica leggera ai Giochi della XXXIII Olimpiade - Staffetta 4×100 metri maschile
Ai Giochi della XXXIII Olimpiade la Staffetta 4×100 metri  maschile si è svolta nei giorni 8 e 9 agosto 2024 presso lo Stade de France di Parigi.

## Presenze ed assenze dei campioni in carica
| Competizione            | Atleta      | Prestazione | Parigi 2024 |
| ----------------------- | ----------- | ----------- | ----------- |
| Olimpiadi 2020          | Italia      | 37”50       | Presente    |
| Africani 2022           | Kenya       | 39”28       | Non qual.   |
| Commonwealth 2022       | Inghilterra | 38”35       | [ E 1 ]     |
| Asiatici 2022           | Cina        | 38”29       | Presente    |
| Panamericani 2023       | Brasile     | 38”68       | Presente    |
| Mondiali 2023           | Stati Uniti | 37”38       | Presenti    |
| Mondiali staffette 2024 | Stati Uniti | 37”40       | Presenti    |
| Europei 2024            | Italia      | 37”82       | Presente    |

1. ↑  Ai Giochi partecipa come nazione la Gran Bretagna, di cui l'Inghilterra è parte.

## Risultati

### Batterie
| Pos. | Corsia | Nazioni       | Atleti                                                                  | Tempo | Note             |
| ---- | ------ | ------------- | ----------------------------------------------------------------------- | ----- | ---------------- |
| 1    | 6      | Stati Uniti   | Christian Coleman, Fred Kerley, Kyree King, Courtney Lindsey            | 37”47 | Q                |
| 2    | 4      | Sudafrica     | Bayanda Walaza, Shaun Maswanganyi, Bradley Nkoana, Akani Simbine        | 37”94 | Q                |
| 3    | 5      | Gran Bretagna | Jeremiah Azu, Louie Hinchliffe, Richard Kilty, Nethaneel Mitchell-Blake | 38”04 | Q                |
| 4    | 7      | Giappone      | Abdul Hakim Sani Brown, Hiroki Yanagita, Yoshihide Kiryū, Koki Ueyama   | 38”06 | q                |
| 5    | 8      | Italia        | Matteo Melluzzo, Marcell Jacobs, Eseosa Desalu, Filippo Tortu           | 38”07 | q                |
| 6    | 9      | Australia     | Lachlan Kennedy, Jacob Despard, Calab Law, Joshua Azzopardi             | 38”12 | Record oceaniano |
| 7    | 2      | Nigeria       | Favour Ashe, Kayinsola Ajayi, Alaba Akintola, Usheoritse Itsekiri       | 38”20 |                  |
| 8    | 3      | Paesi Bassi   | Onyema Adigida, Taymir Burnet, Nsikak Ekpo, Elvis Afrifa                | 38”48 |                  |

| Pos. | Corsia | Nazioni  | Atleti                                                                      | Tempo  | Note |
| ---- | ------ | -------- | --------------------------------------------------------------------------- | ------ | ---- |
| 1    | 5      | Cina     | Deng Zhijian, Xie Zhenye, Yan Haibin, Chen Jiapeng                          | 38”24  | Q    |
| 2    | 7      | Francia  | Méba-Mickaël Zézé, Jeff Erius, Ryan Zézé, Pablo Matéo                       | 38”34  | Q    |
| 3    | 6      | Canada   | Aaron Brown, Jerome Blake, Brendon Rodney, Andre De Grasse                  | 38”39  | Q    |
| 4    | 8      | Giamaica | Ackeem Blake, Jelani Walker, Jehlani Gordon, Kishane Thompson               | 38”45  |      |
| 5    | 9      | Germania | Kevin Kranz, Owen Ansah, Yannick Wolf, Lucas Ansah-Peprah                   | 38”53  |      |
| 6    | 3      | Brasile  | Gabriel dos Santos, Felipe Bardi, Erik Cardoso, Renan Correa                | 38”73  |      |
| 7    | 2      | Liberia  | Jabez Reeves, Emmanuel Matadi, John Sherman, Joseph Fahnbulleh              | 38”97  |      |
| -    | 4      | Ghana    | Joseph Amoah, Abdul-Rasheed Saminu, Benjamin Azamati-Kwaku, Ibrahim Fuseini | Squal. | L    |

### Finale

Video ufficiale della Finale

| Pos.    | Corsia | Nazioni       | Atleti                                                                   | Tempo  | Note            |
| ------- | ------ | ------------- | ------------------------------------------------------------------------ | ------ | --------------- |
| Oro     | 9      | Canada        | Aaron Brown, Jerome Blake, Brendon Rodney, Andre De Grasse               | 37”50  |                 |
| Argento | 7      | Sudafrica     | Bayanda Walaza, Shaun Maswanganyi, Bradley Nkoana, Akani Simbine         | 37”57  | Record africano |
| Bronzo  | 4      | Gran Bretagna | Jeremiah Azu, Louie Hinchliffe, Nethaneel Mitchell-Blake, Zharnel Hughes | 37”61  |                 |
| 4       | 2      | Italia        | Matteo Melluzzo, Marcell Jacobs, Lorenzo Patta, Filippo Tortu            | 37”68  |                 |
| 5       | 3      | Giappone      | Abdul Hakim Sani Brown, Hiroki Yanagita, Yoshihide Kiryū, Koki Ueyama    | 37”78  |                 |
| 6       | 6      | Francia       | Méba-Mickaël Zézé, Jeff Erius, Ryan Zézé, Pablo Matéo                    | 37”81  |                 |
| 7       | 8      | Cina          | Deng Zhijian, Xie Zhenye, Yan Haibin, Chen Jiapeng                       | 38”06  |                 |
| -       | 5      | Stati Uniti   | Christian Coleman, Fred Kerley, Kyree King, Courtney Lindsey             | Squal. | L               |